# Иоанн Бикларийский
Иоа́нн Бикларийский (Иоанн Бикларский; лат. Ioannus Biclarensis, исп. Juan de Biclaro; около 540—621) — епископ Жироны (591—621), автор исторической хроники, описывающей события 567—590 годов.

## Биография
Основным источником сведений о жизни Иоанна Бикларийского являются свидетельства, содержащиеся в 44-й главе сочинения Исидора Севильского «О славных мужах» (лат. De viris Illustribus liber). Согласно этим данным, Иоанн родился в городе Скалябис (около современного Сантандера) в вестготской семье. Вопреки обычаям вестготов-ариан, он с детства исповедовал ортодоксальное христианство, основанное на Никейском Символе веры. Ещё довольно молодым человеком Иоанн отправился в Константинополь, где изучал латынь, греческий язык и другие науки. Проведя в столице Византии по одним данным семь, а по другим данным семнадцать лет, он в 576 году возвратился в Испанию.

Государство вестготов в 586—711 годах

В это время король вестготов Леовигильд проводил в Испании политику объединения вестготов, путём придания арианству статуса государственной религии королевства. За отказ принять эту веру, а также из-за возможных связей с византийцами, с которыми вестготы недавно вели войну, Иоанн по приказу короля был сослан в Барселону, где провёл следующие десять лет своей жизни. Здесь он стал главой местной общины ортодоксальных христиан, защищая её интересы в спорах с епископом Барселоны, арианином Угерном. После смерти Леовигильда и восхождения на престол короля Реккареда I Иоанн получил возможность покинуть место ссылки и в 586 году основал монастырь в местечке Биклар. Точное местонахождение монастыря неизвестно, однако после обнаружения в конце XX века в Валькларе (Каталония) остатков церковного сооружения VI века большинство историков начало склоняться к мнению, что монастырь, построенный Иоанном, находился в этой местности. Став аббатом нового монастыря, Иоанн составил для его монашеской общины свод правил, основанных на правилах святого Августина. Здесь же, вероятно, Иоанн написал и свою хронику.
Согласно церковной традиции, в 591 году Иоанн Бикларийский был избран главой Жиронской епархии, став здесь преемником епископа Алисия. О деятельности Иоанна как епископа известно только из подписанных им хартий и актов церковных соборов. 1 ноября 592 года он принял участие во Втором Сарагосском соборе, на котором был определён ряд мер по борьбе с остатками арианства в Вестготском королевстве, а 4 ноября, вместе с несколькими епископами, подписал хартию, поддерживавшую право короля Реккареда I на сбор дополнительных налогов с жителей Барселоны, против чего выступал местный епископ. В 597 году Иоанн участвовал в
поместном соборе в Толедо, а в 599 году — во Втором Барселонском соборе. В 610 году он подписал хартию короля Гундемара о переносе архиепископской кафедры из захваченной византийцами Картахены в Толедо, а в 614 году принял участие в соборе в Эгаре. Предполагается, что Иоанн Бикларский умер в Жироне в 621 году. Его преемником на епископской кафедре стал Нонит.

## Хроника
Предположительно около 590 года, но до избрания его епископом Жироны, Иоанн Бикларийский составил историческую хронику, описывающую события 567—590 годов. Автограф рукописи не сохранился, однако дошедший до нашего времени протограф относится к VII веку и, вероятно, очень близок к оригиналу. Это позволяет историкам считать хронику Иоанна Бикларийского первым полностью дошедшим до нашего времени историческим сочинением раннесредневековой Испании.
В предисловии к хронике говорится, что она является продолжением сочинения Виктора Туннунского, однако по содержанию и хронологии изложенных в хронике Иоанна событий, она является, вероятно, продолжением сохранившейся только во фрагментах «Сарагосской хроники». Хроника Иоанна Бикларийского является наиболее полным и достоверным источником по истории правления короля вестготов Леовигильда, по последним годам существования королевства свевов и по переходу короля Реккареда I в ортодоксальное христианство. Также хроника содержит сведения по истории Византии и некоторые уникальные данные по сопредельным с нею регионам (например, о войнах византийцев с лангобардами в Италии и о принятии христианства некоторыми языческими народами Азии и Африки). Несмотря на исповедание ортодоксального христианства, Иоанн Бикларийский в нейтральных выражениях говорит о деяниях короля-арианина Леовигильда и даже осуждает своего единоверца-ортодокса Герменегильда, во время мятежа опиравшегося на помощь византийцев и свевов. Хроника Иоанна Бикларийского, наравне с «Сарагосской хроникой» и трудами Григория Турского и Исидора Севильского, является одним из главных источников по истории вестготской Испании VI века.

### Издания хроники
Впервые хроника Иоанна Бикларийского была напечатана в 1600 году в Ингольштадте издателем Канисиусом. Наиболее важными публикациями хроники на латинском языке являются:
- Joannis abbatis Biclarensis. Chronicum / Migne J. P. — Patrologia Latina. — Paris, 1849. — P. 859—870.
- Iohannis abbatus Biclarensis chronica / Mommsen T. — Monumenta Germaniae Historica. Scriptores. Auctores antiquissimi (Auct. ant.). 11. Chronica minora saec. IV. V. VI. VII. (II). — Berlin, 1894. — P. 207—220.

На русском языке фрагменты хроники изданы в составе сборника: Циркин Ю. Б. Античные и раннесредневековые источники по истории Испании. — СПб.: Издательство Санкт-Петербургского университета, 2006. — С. 110—114. — 360 с. — ISBN 5-288-04094-X.
Полные переводы текста хроники Иоанна Бикларского на русский язык осуществлены в виде интернет-версий: Иоанн Бикларский. Хроника. Восточная литература. — перевод Дьяконова И. В. и Иоанн Бикларский. Хроника. Восточная литература. — перевод Голованова А. Е.